# Dimitar Largov
Dimitar Szimeonov Largov (bolgárul: Димитър Симеонов Ларгов, Szófia, 1936. szeptember 10. – Szófia, 2020. november 26.) bolgár válogatott labdarúgó.
A bolgár válogatott tagjaként részt vett az 1966-os világbajnokságon. 1991 és 1993 között a bolgár labdarúgó-szövetség elnöke volt.

## Sikerei, díjai
Szlavija Szofija
- Bolgár kupa (3): 1962–63, 1963–64, 1965–66